# Miltochrista radians
Miltochrista radians là một loài bướm đêm thuộc phân họ Arctiinae, họ Erebidae.